# Championnat du monde de billard carambole cadre 71/2
Le Championnat du monde de billard carambole au cadre 71/2 seniors était organisé par l'Union mondiale de billard.

## Palmarès

### Année par année

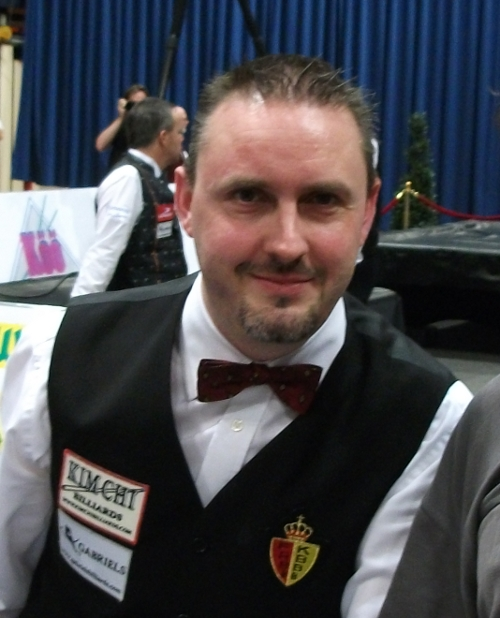
Frédéric Caudron - Dernier champion du Monde au Cadre 71/2 de l'histoire

Liste des champions du monde de la UMB au cadre 71/2[réf. incomplète],[réf. incomplète],[réf. incomplète].
| Année | Ville hôte     | Vainqueur             | Moyenne Générale |
| ----- | -------------- | --------------------- | ---------------- |
| 1930  | Vichy          | Edmond Soussa (1)     | 13,58            |
| 1931  | Paris          | Edmond Soussa (2)     | 11,49            |
| 1932  | Lille          | Gustave Van Belle (1) | 12,88            |
| 1933  | Ostende        | Gaston De Doncker (1) | 11,69            |
| 1934  | Lille          | Gustave Van Belle (2) | 14,58            |
| 1935  | Marseille      | Gustave Van Belle (3) | 14,20            |
| 1936  | Koln           | Gustave Van Belle (4) | 15,32            |
| 1937  | Malo-les-Bains | Gustave Van Belle (5) | 14,48            |
| 1938  | Lyon           | Constant Cote (1)     | 13,14            |
| 1939  | Liège          | Gustave Van Belle (6) | 16,47            |
| 1959  | Berlin         | Emile Wafflard (1)    | 26,61            |
| 1962  | Oberhausen     | Laurent Boulanger (1) | 26,37            |
| 1965  | Huelva         | Johann Scherz (1)     | 19,03            |
| 1966  | Duisbourg      | Jean Marty (1)        | 25,44            |
| 1967  | Düsseldorf     | Osvaldo Berardi (1)   | 36,65            |
| 1968  | Bruges         | Jean Marty (2)        | 92,30            |
| 1975  | Buenos Aires   | Francis Connesson (1) | 31,56            |
| 1977  | Berlin         | Dieter Muller (1)     | 54,27            |
| 1978  | Bochum         | Dieter Muller (2)     | 54,13            |
| 1991  | Mürzzuschlag   | Frédéric Caudron (1)  | 49,58            |
| 1993  | Menen          | Fonsy Grethen (1)     | 54,68            |
| 2000  | Albert         | Frédéric Caudron (2)  | 47,61            |

## Records

### Record de la moyenne générale
| Joueur     | Année | Moyenne Générale |
| ---------- | ----- | ---------------- |
| Jean Marty | 1968  | 92,30            |

### Record du nombre de victoires
| Joueur            | Nombre de victoires |
| ----------------- | ------------------- |
| Gustave Van Belle | 6                   |
| Jean Marty        | 2                   |
| Frédéric Caudron  | 2                   |
| Dieter Muller     | 2                   |
| Edmond Soussa     | 2                   |
| Francis Connesson | 1                   |
| Constant Cote     | 1                   |
| Fonsy Grethen     | 1                   |
| Osvaldo Berardi   | 1                   |
| Emile Wafflard    | 1                   |
| Laurent Boulanger | 1                   |
| Gaston De Doncker | 1                   |
| Johann Scherz     | 1                   |

### Record de victoire par nationalité
| Pays       | Nombre de victoires |
| ---------- | ------------------- |
| Belgique   | 11                  |
| France     | 4                   |
| Égypte     | 2                   |
| Allemagne  | 2                   |
| Argentine  | 1                   |
| Luxembourg | 1                   |
| Autriche   | 1                   |